# Vescomtat de Bell-lloc
El Vescomtat de Bell-lloc és un títol nobiliari espanyol creat el 17 de maig de 1924 pel rei Alfons XIII a favor de Francesc Xavier de Mercader i de Zufía, General de Divisió de Cavalleria, casat amb Lluïsa Llorach i Dolsa, germana de la mecenes Isabel Llorach. El seu germà gran, Arnau de Mercader i de Zufía, havia heretat com a primogènit el títol de comte de Bell-lloc.
Va haver-hi un altre títol d'igual denominació, el vescomtat previ de Bell-lloc, creat per l'arxiduc pretendent Carles d'Àustria en 1705 a favor de Ramon de Bell-lloc i de Macip, abans de concedir-li la dignitat perpètua i hereditària de comte de Bell-lloc, la qual li va ser atorgada el 18 d'agost de 1707. En virtut de la seva naturalesa de vescomtat previ, el títol es va suprimir quan el comtat de Bell-lloc li va ser lliurat al beneficiat.

## Vescomtes de Bell-lloc
|                         | Titular                                | Període                 |
| Creació per Alfons XIII | Creació per Alfons XIII                | Creació per Alfons XIII |
| ----------------------- | -------------------------------------- | ----------------------- |
| I                       | Francesc Xavier de Mercader i de Zufía | 1924-1940               |
| II                      | Pau de Mercader i de Llorach           | 1940-1957               |
| III                     | Javier de Mercader y Rovira            | 1959-actual titular     |

## Història dels Vescomtes de Bell-lloc
- Francesc Xavier de Mercader y de Zufía, I vescomte de Bell-lloc.

1. Casat amb Lluïsa de Llorach i Dolsa. El succeí, en 1940, el seu fill:

- Pau de Mercader i Llorach (.-1957), II vescomte de Bell-lloc.

1. Casat amb Maria Lluïsa Rovira i Rovira. El succeí, en 1959, el seu fill:

- Javier de Mercader y Rovira, III vescomte de Bell-lloc.

1. Casat amb María Luisa de Muller y de Dalmases.